# Casa Gran (Sant Joan de Vilatorrada)
La Casa Gran és una masia del municipi de Sant Joan de Vilatorrada (Bages) protegida com a bé cultural d'interès local.

## Descripció
Construcció civil, es tracta d'una masia de grans dimensions que correspon al tipus de masia amb galeries seguint la forma i el model clàssic format per una planta gairebé quadrada, coberta amb teulades a quatre vessants i una torre d'il·luminació central.
Les galeries estan afegides a la façana de migdia amb un cos rectangular afegit, cobert a una vessant. La masia està adossada als murs de l'església i cementiri de Sant Martí de Torroella. Es correspon a un model del segle xviii amb les façanes arrebossades i amb obertures a totes les façanes.

## Història
Aquesta masia està vinculada a la història de Sant Martí de Torroella; la Casa Gran devia pagar censos al monestir de Sant Benet de Bages del qual depenia l'església de Sant Martí. Forma, amb l'edifici religiós el nucli del poble dispers de Torroella.